# 阿丹库尔
阿丹库尔（法語：Adaincourt，法語發音：[adɛ̃kuʁ]；洛林法兰克语：Audinco）是法国摩泽尔省的一个市镇，属于福尔巴克-布莱摩泽尔区。

## 地理
阿丹库尔（49°0'19"N, 6°26'9"E）面积3.42 平方千米，位于法国大東部大區摩泽尔省，该省份为法国东北部内陆省份，是洛林的一部分，西南接默尔特-摩泽尔省，东临下莱茵省，北与卢森堡和德国接壤。
与阿丹库尔接壤的市镇（或旧市镇、城区）包括：尼德河畔昂、埃尔尼、雷米伊、维通库尔。

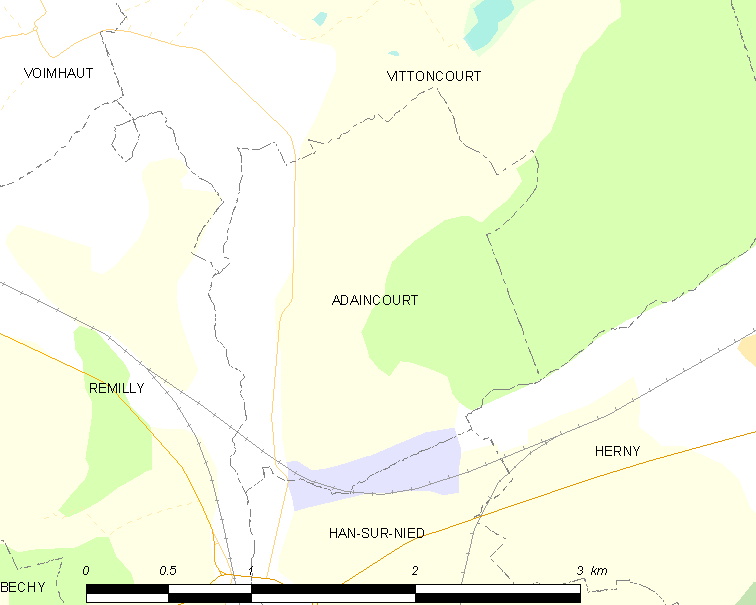
阿丹库尔的OSM定位图

阿丹库尔的时区为UTC+01:00、UTC+02:00（夏令时）。

## 行政
阿丹库尔的邮政编码为57580，INSEE市镇编码为57007。

## 政治
阿丹库尔所属的省级选区为福尔克蒙县。

## 人口

1962-2008年间阿丹库尔人口变化图示

阿丹库尔于2022年1月1日时的人口数量为134人。